# Epilyna
Epilyna là một chi thực vật có hoa trong họ, Orchidaceae.